# RT-15

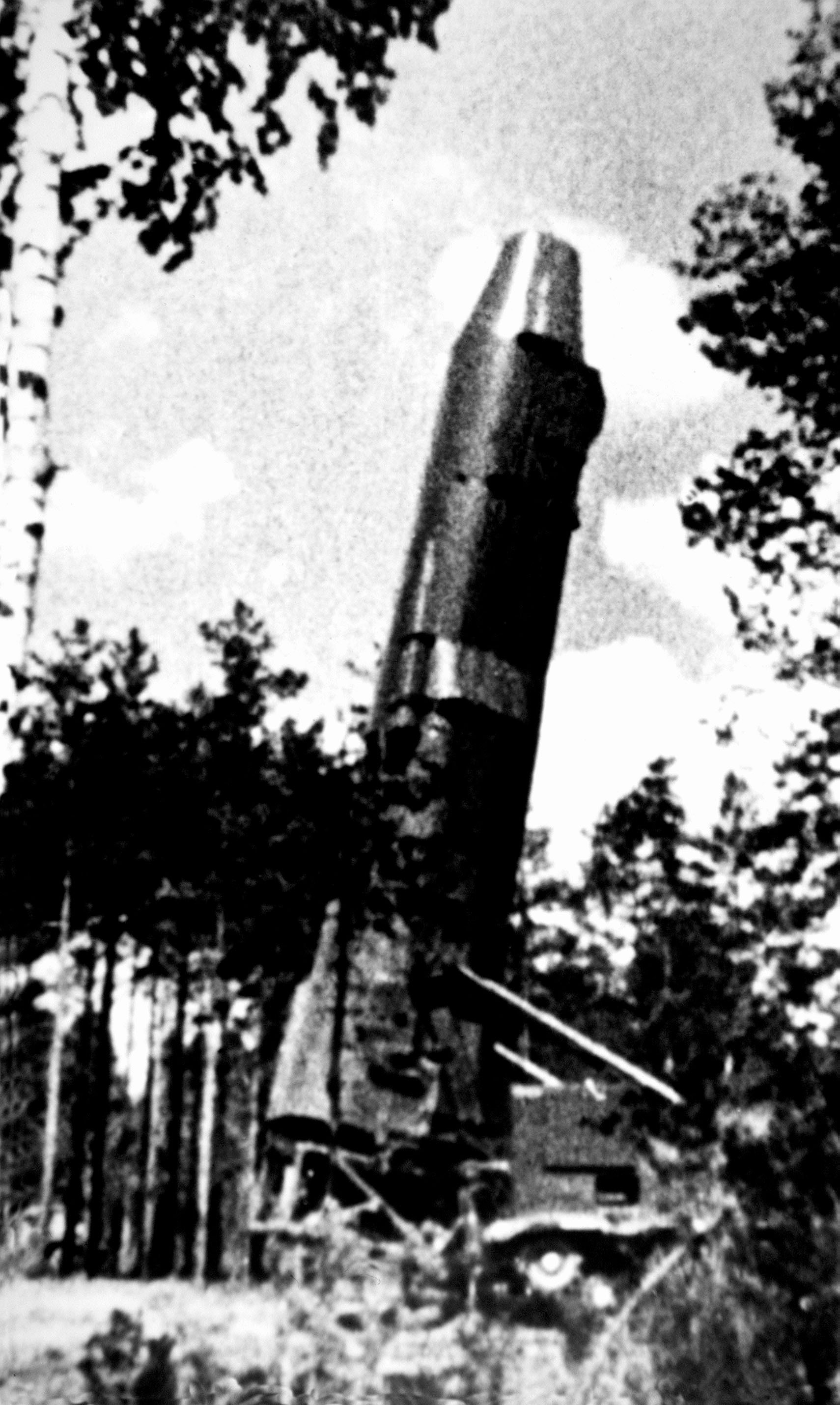

RT-15는 소련의 이동식 2단 고체연료 미사일이다.

## 역사
RT-15는 이동식 전구탄도유도탄이다. NATO 코드명은 SS-14 스캠프, GRAU 인덱스 명칭은 8K96이다.
해상, 지상에서 발사되며, 사거리 2000-2500 km이다.
미사일을 발사하려면, 발사장소에 도착한 상태에서 평시 대기상태에 있다가, 대통령의 발사명령이 떨어지면 20-30분 정도 발사준비시간이 필요하다.
최고수준의 대기상태에서는 대략 하루 정도 대기할 수 있다. 2-10분 만에 발사할 수 있다.
코롤료프 설계국(OKB-1)에서 RT-2(SS-13 새비지) ICBM의 2단, 3단 부분을 바탕으로 개발했다. RT-2는 소련 최초의 고체연료 ICBM이다. 미국은 1961년 미니트맨을 시험발사해 1962년 실전배치했다. 이에 대한 보복조치로 러시아는 1966년 RT-2를 시험발사해 1968년에 실전배치했다.
미사일은 캐니스터 안에 들어있으며, T-10 탱크 위에 캐니스터를 싣고 이동한다. 미사일을 수직으로 세우고, 캐니스터를 두쪽으로 분리하여 제거한다. 미국 SM-65D 아틀라스 ICBM도 이런 방식이다.
1960년대 초반에 미사일이 개발되었으며, 1965년 5월, 이동식 차량이 최초로 목격되었다.
벨라루스의 레스노이에 미사일 6발이 시범적으로 실전배치되었다. 정식 실전배치는 취소되었다. 발사장비의 전자기기 성능이 너무 취약했다. 레스노이의 미사일들은 1970년 3월 퇴역했다.

## 제원
- 형태: 2단 고체연료 IRBM
- 무게: 16,000 kg (35,000 lb)
- 길이: 11.90 m (39.00 ft)
- 직경: 1.49 m (4.88 ft)
- 1단추력: 412.00 kN (92,621 lbf)
- 최대사거리: 2500 km
- 최고고도: 500 km (310 mi)
- 탄두중량: 500 kg (1,100 lb)
- 탄두: 1Mt 수소폭탄
- 발사대: 이동식 탱크

## 같이 보기
- 미사일 목록
- 전구 탄도 미사일